# خالد نبهان
خالد نبهان (أبو ضياء؛ 23 ديسمبر 1969- 16 ديسمبر 2024) هو شخصية فلسطينية اشتهر على وسائل التواصل الاجتماعي. ظهر بفيديو يحمل حفيدته ريم بعمر الثلاث سنوات من تحت الركام التي توفيت بغارة إسرائيلية وكرر عبارة «روح الروح».

## سيرته
ولد خالد نبهان في مدينة غزة عام 1969، وكان يعمل بستانياً. اشتهر خلال حرب الإبادة على قطاع غزة بمقطع فيديو وهو يودع حفيدته الصغيرة بعبارة«روح الروح» وكررها عدة مرات، والتي توفيت هي وأخوها طارق بغارة جوية إسرائيلية في نوفمبر 20
23. قامت فرقة ذا هيرد (فرقة أسترالية) [الإنجليزية] بإصدار أغنية بعنوان «روح الروح» تعبيرًا عن تضامنهم معه، كما قامت سي إن أن بإجراء مقابلة تلفزيونية معه بعد تدمير منزله بغارة جوية إسرائيلية، وقالت انه تفرغ خلال الحرب لمساعدة الجرحى في المستشفيات خاصة الأطفال.
قتل نبهان في 16 ديسمبر 2024 جراء ضربة جوية إسرائيلية مكان نزوحه في مخيم النصيرات، خلال الحرب الفلسطينية الإسرائيلية 2023. في حديث لشبكة سي إن أن قال ابن أخيه إن شهود العيان أخبروه أن عمه "رأى أشخاصًا مصابين وركض للمساعدة، لكنه قُتل على الفور بقذيفة دبابة أخرى. يا له من رجل عظيم فقدناه. لن يكون لدينا شخص مثله مرة أخرى".
علق الرئيس التركي رجب طيب أردوغان على خبر مقتله "بالأمس تلقينا خبر استشهاد الجد الذي يقول "روح الروح". مشيرًا إلى استهداف المدنيين في غزة. كما أدان مجلس العلاقات الأمريكية الإسلامية مقتل نبهان.